# Copa São Paulo de Futebol Júnior de 1973
A Copa São Paulo de Futebol Júnior de 1973 foi a 5ª edição da competição. A competição possuia partidas que tinham duração de dois tempos de 40 minutos, e nas fases de mata-mata, prorrogação com dois tempos de 15 minutos. Neste ano, tivemos como campeão o Fluminense, conquistando o bicampeonato e se igualando ao Corinthians, como o maior vencedor do torneio, até então, sendo que só a partir de 1971 clubes de outros estados que não São Paulo participaram da competição.
A maior parte dos jogos da competição foi disputada no Estádio do Pacaembu. Entretanto, em janeiro de 1973, por decisão da Secretaria Municipal de Esportes de São Paulo, o estádio foi fechado para reformas até março. Logo, os confrontos das quartas de final em diante passaram a ser realizados no Estádio do Parque São Jorge.
Na final, disputada no dia do aniversário de São Paulo (25 de Janeiro), o Tricolor das laranjeiras derrotou o Corinthians, em pleno Estádio do Parque São Jorge (Estádio do Corinthians). Depois do jogo terminar 0 a 0, no tempo normal, o Fluminense venceu na prorrogação, pelo placar de 2 a 0, decretando seu 2° título.

## Equipes participantes
| Localidade        | Equipe               | Cidade                | Participação (última) |
| ----------------- | -------------------- | --------------------- | --------------------- |
| Ceará             | Ceará                | Fortaleza             | 1ª (–)                |
| Goiás             | Goiás                | Goiânia               | 1ª (–)                |
| Guanabara         | America              | Rio de Janeiro        | 2ª (1972)             |
| Guanabara         | Botafogo             | Rio de Janeiro        | 2ª (1972)             |
| Guanabara         | Campo Grande         | Rio de Janeiro        | 1ª (–)                |
| Guanabara         | Fluminense           | Rio de Janeiro        | 3ª (1972)             |
| Minas Gerais      | América Mineiro      | Belo Horizonte        | 1ª (–)                |
| Minas Gerais      | Atlético Mineiro     | Belo Horizonte        | 3ª (1972)             |
| Minas Gerais      | Cruzeiro             | Belo Horizonte        | 2ª (1972)             |
| Paraná            | Athletico Paranaense | Curitiba              | 1ª (–)                |
| Paraná            | Coritiba             | Curitiba              | 3ª (1972)             |
| Pernambuco        | Sport                | Recife                | 1ª (–)                |
| Rio de Janeiro    | Petropolitano        | Petrópolis            | 1ª (–)                |
| Rio Grande do Sul | Grêmio               | Porto Alegre          | 3ª (1972)             |
| Rio Grande do Sul | Internacional        | Porto Alegre          | 2ª (1972)             |
| Santa Catarina    | Figueirense          | Florianópolis         | 1ª (–)                |
| São Paulo         | Chácara Norma        | Jundiaí               | 1ª (–)                |
| São Paulo         | Comercial            | Ribeirão Preto        | 3ª (1972)             |
| São Paulo         | Corinthians          | São Paulo             | 5ª (1972)             |
| São Paulo         | Estrela da Saúde     | São Paulo             | 1ª (–)                |
| São Paulo         | Guarani              | Campinas              | 3ª (1972)             |
| São Paulo         | Juventus-SP          | São Paulo             | 5ª (1972)             |
| São Paulo         | Nacional-SP          | São Paulo             | 4ª (1972)             |
| São Paulo         | Nitro-Química        | São Paulo             | 3ª (1972)             |
| São Paulo         | Noroeste             | Bauru                 | 2ª (1972)             |
| São Paulo         | Palmeiras            | São Paulo             | 5ª (1972)             |
| São Paulo         | Ponte Preta          | Campinas              | 3ª (1972)             |
| São Paulo         | Portuguesa           | São Paulo             | 3ª (1972)             |
| São Paulo         | Santos               | Santos                | 4ª (1972)             |
| São Paulo         | São Paulo            | São Paulo             | 3ª (1972)             |
| São Paulo         | Volkswagen           | São Bernardo do Campo | 1ª (–)                |
| São Paulo         | XV de Piracicaba     | Piracicaba            | 1ª (–)                |
| São Paulo         | Zuleika de Barros    | São Paulo             | 1ª (–)                |

## Primeira fase

### Grupo?
| 8 de novembro de 1972 | Nacional-SP | 2 – 2 | Cruzeiro | Estádio do Pacaembu, São Paulo             |
|                       |             |       |          | Árbitro: Alcírio Walter Ferreira Agostinho |

| 11 de novembro de 1972 | Athletico Paranaense | 1 – 1 | Cruzeiro | Estádio do Pacaembu, São Paulo |
| 10:00 (UTC−3)          | Ernesto              |       | Juarez   | Árbitro: Nilo Alexandre Mendes |

| 14 de novembro de 1972 | Nacional-SP | – | Athletico Paranaense | Estádio do Pacaembu, São Paulo |
| 19:00 (UTC−3)          |             |   |                      |                                |

| 8 de novembro de 1972 | Coritiba           | 2 – 0 | Nitro-Química | Estádio do Pacaembu, São Paulo |
| 20:30 (UTC−3)         | Saldanha · Roberto |       |               |                                |

| 11 de novembro de 1972 | Fluminense                           | 6 – 0 | Nitro-Química | Estádio do Pacaembu, São Paulo |
|                        | Té · Anselmo · Luís Alberto · Cléber |       |               | Árbitro: João Adolfo Fumis     |

| 14 de novembro de 1972 | Fluminense                        | 4 – 1 | Coritiba    | Estádio do Pacaembu, São Paulo |
| 21:00 (UTC−3)          | Luís Alberto · Marinho · Silvinho |       | Gol marcado |                                |

| 18 de novembro de 1972 | Internacional | 1 – 0 | XV de Piracicaba | Estádio do Pacaembu, São Paulo |
|                        |               |       |                  | Árbitro: Izidoro de Aguiar     |

| 21 de novembro de 1972 | America | 2 – 1 | XV de Piracicaba | Estádio do Pacaembu, São Paulo |
|                        |         |       |                  |                                |

| 25 de novembro de 1972 | Internacional | 1 – 1 | America | Estádio do Pacaembu, São Paulo |
|                        |               |       |         |                                |

### Grupo IV
| 28 de novembro de 1972 | Grêmio | – | Comercial | Estádio do Pacaembu, São Paulo |
|                        |        |   |           | Árbitro: Joel Teixeira Caíres  |

| 2 de dezembro de 1972 | Comercial | 0 – 2 | Goiás | Estádio do Pacaembu, São Paulo |
| 08:00 (UTC−3)         |           |       |       |                                |

| 5 de dezembro de 1972 | Grêmio | 3 – 1 | Goiás | Estádio do Pacaembu, São Paulo |
|                       |        |       |       |                                |

### Grupo V
| 28 de outubro de 1972 | Santos | 1 – 0 | Volkswagen | Estádio do Pacaembu, São Paulo |
| 10:00 (UTC−3)         |        |       |            |                                |

| 31 de outubro de 1972 | Botafogo | – | Volkswagen | Estádio do Pacaembu, São Paulo |
| 20:15 (UTC−3)         |          |   |            |                                |

| 4 de novembro de 1972 | Santos | 1 – 2 | Botafogo | Estádio do Pacaembu, São Paulo |
| 10:15 (UTC−3)         |        |       |          |                                |

### Grupo VI
| 28 de outubro de 1972 | Portuguesa | 3 – 2 | Chácara Norma | Estádio do Pacaembu, São Paulo |
| 09:00 (UTC−3)         |            |       |               |                                |

| 31 de outubro de 1972 | Atlético Mineiro | 3 – 0 | Chácara Norma | Estádio do Pacaembu, São Paulo |
| 19:00 (UTC−3)         |                  |       |               |                                |

| 4 de novembro de 1972 | Portuguesa | 0 – 0 | Atlético Mineiro | Estádio do Pacaembu, São Paulo |
|                       |            |       |                  |                                |

### Grupo VII
| 28 de novembro de 1972 | Sport | 2 – 1 | Campo Grande | Estádio do Pacaembu, São Paulo |
|                        |       |       |              | Árbitro: Nilo Alexandre Mendes |

| 2 de dezembro de 1972 | Campo Grande | 0 – 4 | Palmeiras | Estádio do Pacaembu, São Paulo |
| 10:00 (UTC−3)         |              |       |           |                                |

| 5 de dezembro de 1972 | Palmeiras  | 1 – 0 | Sport | Estádio do Pacaembu, São Paulo |
|                       | Batata 37' |       |       |                                |

### Grupo VIII
| 9 de dezembro de 1972 | Figueirense | 1 – 0 | Ceará | Estádio do Pacaembu, São Paulo    |
| 08:30 (UTC−3)         | Mickey      |       |       | Árbitro: José Roberto Brunherotto |

| 12 de dezembro de 1972 | Guarani | 0 – 0 | Figueirense | Estádio do Pacaembu, São Paulo |
|                        |         |       |             | Árbitro: Nilo Alexandre Mendes |

| 16 de dezembro de 1972 | Guarani | 3 – 1 | Ceará | Estádio do Pacaembu, São Paulo |
| 08:30 (UTC−3)          |         |       |       |                                |

### Grupo?
| 18 de novembro de 1972 | América Mineiro | 2 – 1 | Estrela da Saúde | Estádio do Pacaembu, São Paulo |
|                        | Altivo · Adelmo |       | Marcos           | Árbitro: José Luís Novaes      |

| 21 de novembro de 1972 | São Paulo | 1 – 1 | América Mineiro | Estádio do Pacaembu, São Paulo |
|                        |           |       |                 |                                |

| 25 de novembro de 1972 | São Paulo | – | Estrela da Saúde | Estádio do Pacaembu, São Paulo |
|                        |           |   |                  |                                |

### Grupo X
| 9 de dezembro de 1972 | Corinthians | 4 – 0 | Petropolitano | Estádio do Pacaembu, São Paulo |
| 10:00 (UTC−3)         |             |       |               | Árbitro: Jurandir Vicente      |

| 12 de dezembro de 1972 | Zuleika de Barros | 1 – 1 | Petropolitano | Estádio do Pacaembu, São Paulo |
|                        |                   |       |               | Árbitro: Ezequiel Barroso      |

| 16 de dezembro de 1972 | Corinthians | – | Zuleika de Barros | Estádio do Pacaembu, São Paulo |
|                        |             |   |                   |                                |

### Grupo?
| 3 de dezembro de 1972 | Juventus-SP | 0 – 3 | Noroeste | Estádio do Pacaembu, São Paulo |
|                       |             |       |          |                                |

| 10 de dezembro de 1972 | Ponte Preta | – | Noroeste | Estádio do Pacaembu, São Paulo    |
|                        |             |   |          | Árbitro: Aureliano Oliveira Filho |

| 17 de dezembro de 1972 | Juventus-SP | – | Ponte Preta | Estádio do Pacaembu, São Paulo |
|                        |             |   |             |                                |

## Fase final

### Quartas de final
| 9 de janeiro de 1973 | Fluminense | WO – 0 | Internacional | Estádio Parque São Jorge, São Paulo |
| 18:30 (UTC−3)        |            |        |               |                                     |

| 9 de janeiro de 1973 | Corinthians | 2 – 0 | Palmeiras | Estádio Parque São Jorge, São Paulo |
| 20:15 (UTC−3)        |             |       |           | Árbitro: Márcio Campos Salles       |

| 13 de janeiro de 1973 | Guarani | – | Noroeste | Estádio Parque São Jorge, São Paulo |
| 09:15 (UTC−3)         |         |   |          |                                     |

| 13 de janeiro de 1973 | Botafogo | – | Grêmio | Estádio Parque São Jorge, São Paulo |
| 19:00 (UTC−3)         |          |   |        |                                     |

| 13 de janeiro de 1973 | Corinthians | – | Atlético Mineiro | Estádio Parque São Jorge, São Paulo |
| 21:00 (UTC−3)         |             |   |                  |                                     |

| 16 de janeiro de 1973 | Fluminense | 1 – 0 | Coritiba | Estádio Parque São Jorge, São Paulo |
|                       | Miranda    |       |          |                                     |

| 16 de janeiro de 1973 | São Paulo | – | Guarani | Estádio Parque São Jorge, São Paulo |
|                       |           |   |         |                                     |

### Semifinal
| 20 de janeiro de 1973 | Grêmio | 0 – 0 | Fluminense | Estádio Parque São Jorge, São Paulo |
| 09:00 (UTC−3)         |        |       |            | Árbitro: Antonio F. Ribeiro         |

|  |       | Penalidades |
|  | 4 – 5 |             |

| 20 de janeiro de 1973 | Corinthians | 1 – 1 | São Paulo | Estádio Parque São Jorge, São Paulo |
|                       | Gatãozinho  |       | Sérgio    | Árbitro: Nilo Alexandre Mendes      |

|  |       | Penalidades |
|  | 7 – 6 |             |

### Final
| 25 de janeiro de 1973 | Corinthians | 0 – 2 | Fluminense                                    | Estádio Parque São Jorge, São Paulo |
| 09:15 (UTC−3)         |             |       | Té 80+17' (prorr.) · Silvinho 80+27' (prorr.) | Árbitro: Edmundo Abissamra          |

|  | Corinthians | Fluminense |

| CORINTHIANS:  |  |                |         |    |
|               |  |                |         |    |
| G             |  | Paulo Rogério  |         |    |
| LD            |  | Paulo Miranda  |         |    |
| Z             |  | Laércio        |         |    |
| Z             |  | Darci          |         |    |
| LE            |  | Ojeda          |         |    |
| M             |  | Nilton         |         |    |
| M             |  | Gatãozinho     |         |    |
| A             |  | Ivã            | Expulso |    |
| A             |  | Alves          |         | a' |
| A             |  | Carlos Alberto |         |    |
| A             |  | Guilherme      |         | b' |
| Substituição: |  |                |         |    |
|               |  | Gerson         |         | a' |
|               |  | Naval          |         | b' |
| Treinador:    |  |                |         |    |
| Luizinho      |  |                |         |    |

| FLUMINENSE:   |  |                         |  |    |
|               |  |                         |  |    |
| G             |  | Willys                  |  |    |
| LD            |  | Zé Maria                |  |    |
| Z             |  | Jorge Henrique          |  |    |
| Z             |  | Marinho                 |  |    |
| LE            |  | Carlinhos               |  |    |
| M             |  | Carlos Alberto Pintinho |  |    |
| M             |  | Cléber                  |  |    |
| A             |  | Anselmo                 |  | a' |
| A             |  | Té                      |  |    |
| A             |  | Luís Alberto            |  | b' |
| A             |  | Euclides                |  |    |
| Substituição: |  |                         |  |    |
|               |  | Erivelto                |  | a' |
|               |  | Silvinho                |  | b' |
| Treinador:    |  |                         |  |    |
| Pinheiro      |  |                         |  |    |

## Premiação
| Copa São Paulo de Futebol Júnior de 1973 |
| Guanabara                                |
| ---------------------------------------- |
| FLUMINENSE Campeão (2º título)           |